# Антонимия в немецком языке
Антонимы в немецком языке — это слова, которые имеют различное звучание и написание и характеризуются противоположностью лексических значений. Примеры немецких антонимов: gut — schlecht, alt — jung, Tod — Leben, geben — nehmen и т. д.
В основе антонимии лежит контраст слов, отражение различия в явлениях, предметах, качествах и действиях, однородных по своему характеру. Антонимы могут быть определены по таким аспектам как конверсия (verkaufen — kaufen, gewinnen — verlieren), взаимоисключение (Ebbe — Flut, verheiratet — ledig), комплементарность (bettelarm — steinreich, heiß — kalt).
Противопоставление или противоположность могут быть также восприняты по-разному. Так, слова Vater и Mutter, Arm и Fuß не являются антонимами, однако в жизни могут противопоставляться. Также одно слово может иметь несколько антонимов с различными значениями. Например, для прилагательного lustig антонимами будут слова langweilig (1), traurig, unlustig, bedrückt (2). Ещё большие различия между антонимами наблюдаются у многозначных слов. Вовсе антонимов нет у некоторых конкретных существительных (Haus, Apfel, Tafel), цвета (кроме schwarz и weiß), части единого целого (Kopf, Arm, Bauch) и междометия.
Антонимия необходима в немецком языке для выражения противопоставления, антагонизма, выражения полноты. Она используется как хиазм (стилистическая фигура, придающая особую выразительность на взаимоисключениях) или оксюморон (троп, сочетающий несочетаемые предметы, свойства и действия).